# رد فعل صدمة البرودة

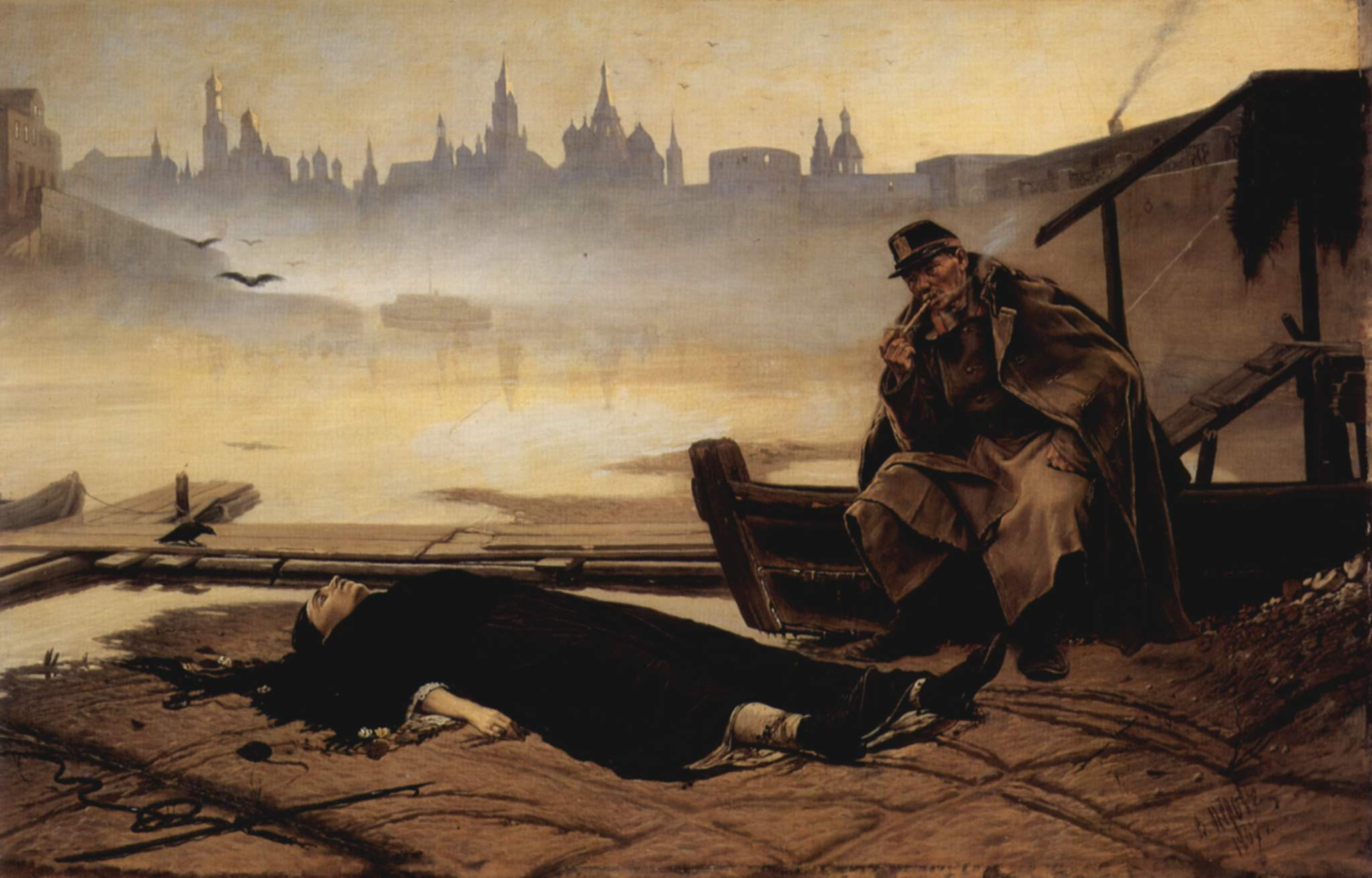

رد فعل صدمة البرودة، هو رد الفعل الفيزيولوجي للـمتعضات نتيجة البرد المفاجئ، خصوصًا عند التعرض للماء البارد.

## خرافة هبوط الحرارة المفاجئ
بالنسبة للبشر، ربما يكون رد فعل صدمة البرودة هو أكثر أسباب الموت انتشارًا، ويحدث نتيجة الغطس في الماء شديد البرودة كالوقوع مثلاً في الثلج الرقيق القوام. قد يؤدي الماء البارد إلى سكتة قلبية (إذ يصل الدم البارد إلى القلب قادمًا من أطراف الجسم) واستنشاق المياه (ومن ثم الغرق) نتيجة فرط التهوية. وتزداد قدرة بعض الأفراد على النجاة والسباحة في الماء شديد البرودة، وهذا يرجع إلى نوع الجسم والتكيف.
هبوط الحرارة نتيجة التعرض للماء البارد ليست بالمفاجأة التي يتخيلها الكثيرون. فالشخص الذي ينجو في الدقيقة الأولى من الرضح (بعد السقوط في الماء الجليدي) يمكن أن ينجو لنصف ساعة أخرى على الأقل شريطة ألا يتعرض للغرق. إلا أن قدرة الشخص على العمل الإيجابي (كإنقاذ نفسه مثلاً) تتدنى بشدة لمدة 10 دقائق (إذ يتخذ الجسم إجراءً وقائيًا بوقف تدفق الدم إلى العضلات "غير الأساسية").

## السباحون في فصل الشتاء
قد تحدث عملية تكيف بدني تقلل رد فعل صدمة البرودة، وهناك من هم أكثر قدرة على التكيف بشكل طبيعي في السباحة في المياه شديدة البرودة. وتشمل عمليات التكيف على ما يلي: (1) وضع طبقة عازلة من النسيج الدهني لتغطية الأعضاء والجذع دون الإثقال عليهما، (2) القدرة على تجربة الغطس دون حدوث صدمة بدنية لا إرادية أو هلع نفسي، (3) القدرة على مقاومة الارتعاد، (4) القدرة على رفع التمثيل الغذائي (وأحيانًا زيادة درجة حرارة الدم لأكثر من المستوى المعتاد)، (5) قدرة خفيفة وملحوظة على التحكم ذهنيًا في تدفق الدم إلى العضلات:، (6) إمهال عام لوقف التمثيل الغذائي (بما في ذلك الانزلاق إلى حالة من فقد الوعي) عند انخفاض درجة حرارة الجسم المحيطي والمركزي. وهكذا، يتمكن السباحون أثناء فصل الشتاء من النجاة من الصدمة الأولية والتعرُّض المطوَّل للمياه الباردة. على الرغم من ذلك، يتقيد المتعظ البشري بتصميمه الحراري: ففي الماء المتجمد يؤدي النضال من أجل الإبقاء على درجة حرارة الدم (عن طريق السباحة أو الاستجابة الأيضية المتكيفة) إلى حصول تعب بالغ بعد 30 دقيقة على الأكثر.